# دوري أبطال أوروبا لكرة السلة 2016–17
دوري أبطال أوروبا لكرة السلة 2016–17 هو الموسم 1 من  دوري أبطال أوروبا لكرة السلة. أقيم خلال الفترة 27 سبتمبر 2016 وحتى 30 أبريل 2017، والذي يشرف على تنظيمه الاتحاد الأوروبي لكرة السلة، وكان عدد الأندية المشاركة فيه  40، وفاز فيه كانارياس لكرة السلة.